# Euphorbia drupifera
Euphorbia drupifera är en törelväxtart som beskrevs av Peter Thonning. Euphorbia drupifera ingår i släktet törlar, och familjen törelväxter. Inga underarter finns listade i Catalogue of Life.